# Lưu trữ Eiss
Lưu trữ Eiss đề cập đến việc thu thập các tài liệu và các bản ghi nhớ liên quan ghi lại cuộc giải cứu của các nhà ngoại giao Ba Lan người Do Thái bị đe dọa bởi Holocaust trong Thế chiến II. Bản lưu trữ được đặt theo tên Chaim Yisroel Eiss, một Rabbi Do Thái  và nhà hoạt động đã cùng nhau thành lập Nhóm Ładoś.

## Lịch sử
Kho lưu trữ được đặt theo tên của Chaim Eiss, một nhà hoạt động người Do Thái, người trong Thế chiến II đồng sáng lập Nhóm Ładoś (còn gọi là Nhóm Bernese), một nhóm các nhà ngoại giao Ba Lan và các nhà hoạt động Do Thái do Đại sứ Ba Lan tại Thụy Sĩ dẫn đầu ở Bern, Aleksander Ładoś. Trong chiến tranh, nhóm này đã phát triển một hệ thống sản xuất bất hợp pháp hộ chiếu Mỹ Latinh nhằm cứu người Do Thái châu Âu khỏi Holocaust. Các tài liệu được cho là đã đến Israel với một trong những hậu duệ của Eiss sau Thế chiến II.
Các tài liệu hình thành nên bộ Lưu trữ đã được Bộ Văn hóa Ba Lan mua lại từ một nhà sưu tập tư nhân ở Israel vào năm 2018. Chúng được trưng bày trong đại sứ quán Ba Lan ở Thụy Sĩ vào tháng 1 năm 2019, và sau đó được chuyển đến Bảo tàng Nhà nước Auschwitz-Birkenau ở Ba Lan.

## Nội dung
Bộ sưu tập bao gồm tám hộ chiếu giả mạo công dân Paraguay cũng như thư từ giữa những người được giải cứu và các nhà ngoại giao Ba Lan và các tổ chức Do Thái, hình ảnh của người Do Thái đang tìm cách lấy tài liệu, và một danh sách hàng ngàn cá nhân, người Do Thái Ba Lan trong ghetto ở Ba Lan bị chiếm đóng, người tương ứng cùng các nhà hoạt động cứu hộ.

## Hàm ý
Các tài liệu trong kho lưu trữ Eiss đã giúp xác định rằng 330 người sống sót sau Holocaust do các hành động của Nhóm Ładoś. Bất chấp những nỗ lực của họ, 387 cá nhân tương ứng với nhóm được xác định là nạn nhân của Holocaust mặc dù họ đang giữ hộ chiếu giả mạo. Số phận của 430 người khác được biết là đã liên lạc với nhóm vẫn không được biết đến.